# Guide (guidisme)
Pour les articles homonymes, voir Guide.

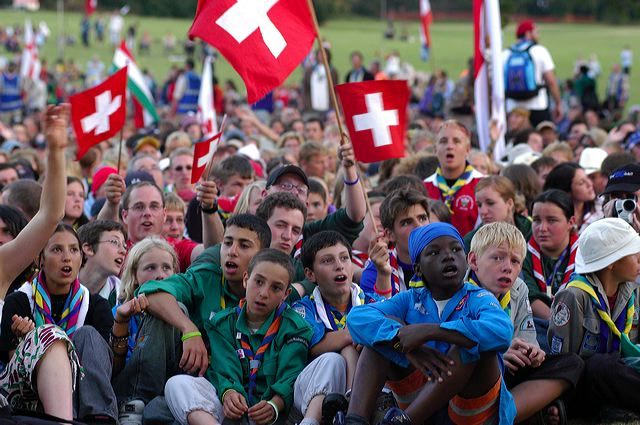
Éclaireurs et guides rassemblés lors d'un jamboree européen en 2005.

Guide ou éclaireuse dans le scoutisme est l'équivalent féminin de scout et éclaireur.

## Significations
Guide est le nom français pour l'anglais Girl-Guide, une alternative de Girl-Scout.
Dans le scoutisme français guide peut indiquer :
- Dans certaines association de  scoutisme ou guidisme, c'est le nom d'une tranche d'âge précise de jeunes filles, branche appelée aussi éclaireuses dans d'autres mouvements.
- Toutes personnes féminines pratiquant le scoutisme.
- Les mouvements féminin de scoutisme et guidisme, soit indépendant, soit la partie féminine au sein de la même association.

## Histoire
À sa création, le scoutisme ne s'adressait qu'aux jeunes garçons, mais beaucoup de jeunes filles étaient désireuses de le pratiquer.
Les Guides sont apparues pour la première fois en 1909 lors d'un rassemblement de onze mille scouts au Crystal Palace de Londres, sous l'impulsion de jeunes filles qui s'y sont rendues d'elles-mêmes en portant fièrement l’uniforme scout. Au départ, pour se différencier de boy-scouts, elle se feront appeler girl-scouts, mais à la suite d'une publicité négative dans les journaux du rassemblement au Crystal Palace, devenu mixte par leur présence, Robert Baden-Powell, fondateur du scoutisme, a décidé qu'une organisation séparée et non mixte serait la meilleure solution. Avec sa sœur Agnès Baden-Powell, il crée une association féminine de scoutisme. Pour éviter toutes ambiguïtés auprès des critiques et bien séparer les deux, il choisit de nommer cette organisation girl-guides en référence au Corps of Guides, un régiment de l'armée indienne britannique, mais certains pays conserveront le nom de girl-scouts.
La première compagnie de Guide a été créée en 1912 par Agnès Baden-Powell. En France, les premières unités d’éclaireuses apparaissent déjà chez les Unionistes au sein des U.C.J.F. avant la Première Guerre mondiale. Antoinette Butte rédige les premiers règlements dès 1918. La Fédération française des éclaireuses (FFE] fut créée en juillet 1921 et déclarée en préfecture en octobre 1923..
Pour plus de détails, voir Fédération française des éclaireuses.

## Mouvements
Contrairement aux autres organisations, la FFE était interconfessionnelle. Elle regroupait des unités protestantes et des unités neutres en 1922, auxquelles s’adjoignirent des unités israélites en 1927.

La plupart des mouvements de guides ou d'éclaireuses ont maintenant fusionnés avec les mouvements scouts. Dans certains mouvements, toutes les unités sont devenues mixtes, dans d'autres seulement une partie ou pas du tout en gardant des unités séparées, sans empêcher des activités et rassemblements mixtes. En 1964, la Fédération des éclaireuses s'auto-dissout et ses différentes sections rejoignent progressivement leurs équivalents masculins ; la section neutre fusionne avec les Éclaireurs français et les Éclaireurs de France pour former les Éclaireuses Éclaireurs de France en 1964 qui sont définis comme laïques. Par la suite, les Guides de France (GdF), créées en 1923, ont fusionné en 2004 avec les Scouts de France (SdF) pour devenir les Scouts et Guides France (SGDF). Chez les Scouts et Guides France les compagnies de guide ne sont généralement pas mixtes, mais les compagnons (17 à 21 ans) sont mixtes ainsi que, dans certains groupes, les caravelles (14 à 17 ans).
Les mouvements ne pratiquant pas une totale mixité ont parfois une pédagogie de scoutisme légèrement différente pour les filles. On parle alors de guidisme.
Pour plus de détails, voir guidisme et scoutisme

## Tranche d'âge
Au départ les mouvements de guides, comme ceux des scouts, n'ont qu'une tranche d'âge de 12 à 17 ans qui en France s'appelle simplement guide pour les mouvements ayant choisi la traduction de girl-guide ou éclaireuse pour ceux ayant choisi la traduction de girl-scout. Rapidement, d'autres tranches d'âges sont apparues au sein du scoutisme et guidisme (le Louvetisme pour les 8 à 12 ans en 1916, les Routier plus de 17 ans en 1922). Pour les différencier, chaque branche porte parfois un uniforme différent. Certaines associations de scoutismes choisiront de garder le nom guide pour la tranche d'âge 12 à 17 ans. D'autres associations changeront le nom de la tranche d'âge guides par scoutes ou éclaireuses , l'équivalent féminin de scouts et éclaireurs, d'autres on adopté un autre nom dès leur création. De nombreuses associations scoutes dans le monde ont fait le choix de scinder cette branche en deux tranches d'âge. Chez les Scouts et Guides France (SGDF) qui ont choisi de séparer les âges depuis 1966, guide désigne la tranche d'âge de 11 à 14 ans et caravelles la tranche d'âge 14 à 16 ans.
Le terme sert aussi au jeunes filles de la branche guide pour se différencier des autres branches. Par exemple, une jeune fille de la branche guide se dira guide, une jeune fille de la branche caravelles se dira Caravelle, une jeune fille de la branche louvette ou jeannette se dira louvette ou jeannette.
On trouve aussi dans certaines associations l'appellation guides ainées pour la tranche d'âge des plus de 17 ans, équivalent féminin de scouts ainés, compagnons, ou routier.

### L'appellation et âges

#### Dans les mouvements agréés français
Mouvements utilisant l'appellation guide :
- À la Fédération française des éclaireuses, les 7 à 11 ans étaient dénommées les « petites ailes »[4]
- Scouts et Guides France, guide est la tranche d'âge 11 à 14 ans.
- Scouts unitaires de France, guide est la tranche d'âge 12 à 17 ans, guides-aînées la tranche d'âge 17 et plus[5].
- Association des guides et scouts d'Europe, il n'y a pas de tranche d'âge guide, mais guides-aînées pour la tranche d'âge 17 et plus. La branche 12 à 17 ans sont des éclaireuses[6].

Dans les autres mouvements :
- Éclaireuses Éclaireurs de France, il n'y a pas de tranche d'âge guide, mais éclaireuses pour la branche 11 à 15 ans[7].
- Éclaireuses et Éclaireurs unionistes de France, il n'y a pas de tranche d'âge guide. La branche moyenne sont des éclaireuses pour la tranche 12 à 16 ans. La plupart des unités sont mixtes.
- Éclaireuses et éclaireurs israélites de France, il n'y a pas de tranche d'âge guide. La tranche d'âge 11 à 16 ans est appelée La Branche Moyenne. Elle est mixte et composée d'éclaireuses et d'éclaireurs[8].
- Scouts musulmans de France, il n'y a pas de tranche d'âge guide, mais éclaireuses pour la branche 11 à 14 ans.
- Éclaireurs neutres de France, il n'y a pas de tranche d'âge guide, mais éclaireuses pour la branche 12 à 17 ans.
- Fédération des éclaireuses et éclaireurs, il n'y a pas de tranche d'âge guide, mais éclaireuses pour la branche 12 à 17 ans.
- Éclaireurs de la Nature, il n'y a pas de tranche d'âge guide, mais Vaillants 11 à14 ans et Pionniers 14 à17 ans et les unités sont mixtes.

#### Dans les mouvements Belges francophones
- Les Scouts - Fédération Les Scouts Baden-Powell de Belgique, il n'y a pas de tranche d'âge guide, mais éclaireuses pour la branche 12 à 16 ans. La branche est mixte.
- Scouts et guides pluralistes, guides de 12 à 15 ans.
- Guides Catholiques de Belgique, les Guides Aventures de 11 à 15 ans et les Guides Horizon de 15 à 17 ans.

#### Mouvement Suisse
Mouvement scout de Suisse, unités mixtes. Branche Eclais 10 à 14 ans, Branche Picos 14 à17 ans.

## Les tenues
Pour différencier chaque tranches d'âge, les branches portent souvent des tenues différentes qui varient selon les associations.
Chez les Scouts et Guides France, la tenue de la branche guide (11 à 14 ans) se compose d'une chemise bleu avec des insignes propre aux guides, d'un foulard scout aux couleurs de l'unité et parfois par tradition un pantalon ou short beige (qui ne fait plus partie de l'uniforme officiel), alors que chez les caravelles (14 à 17 ans), la chemise est rouge, Orange chez les Jeannettes (8 à 11 ans) et Verte chez les Compagnons (17 à 20 ans).
Dans d'autres mouvements français, les guides ont conservées un uniforme plus proche de celui des années 1950 et portent une chemise bleue-ciel, un chandail bleu-marine, une jupe ou jupe culotte bleue-marine, un foulard et généralement un béret à flot. L'uniforme est généralement le même pour toutes les branches à l'exception de certains insignes différents et du béret qui est à flots chez les guides et cheftaines et le plus souvent un béret basque chez les louvettes ou jeannettes (8 à 11 ans).